# Otto Lindblad
Otto Lindblad, švedski skladatelj, * 31. marec 1809, Karlstorp, † 26. januar 1864, Norra Mellby.
Najbolj je poznan kot avtor švedske kraljeve himne Kungssången. 